# Esen
Esen é uma vila e deelgemente do município de Diksmuide, província de Flandres Ocidental. Em 2006, tinha uma população de 1.854 habitantes e uma área de 17,53 km².

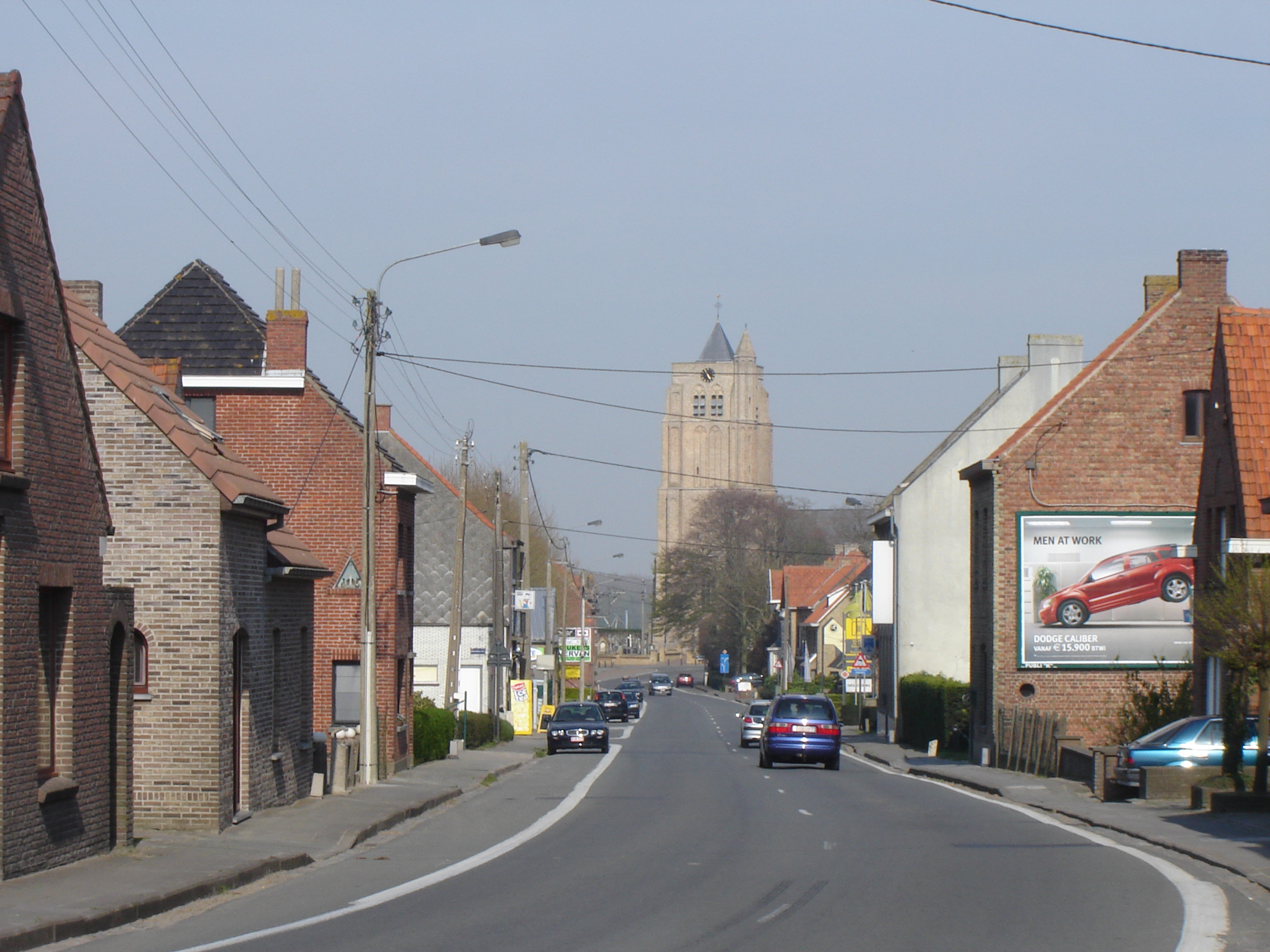
Entrada da vila de Esen
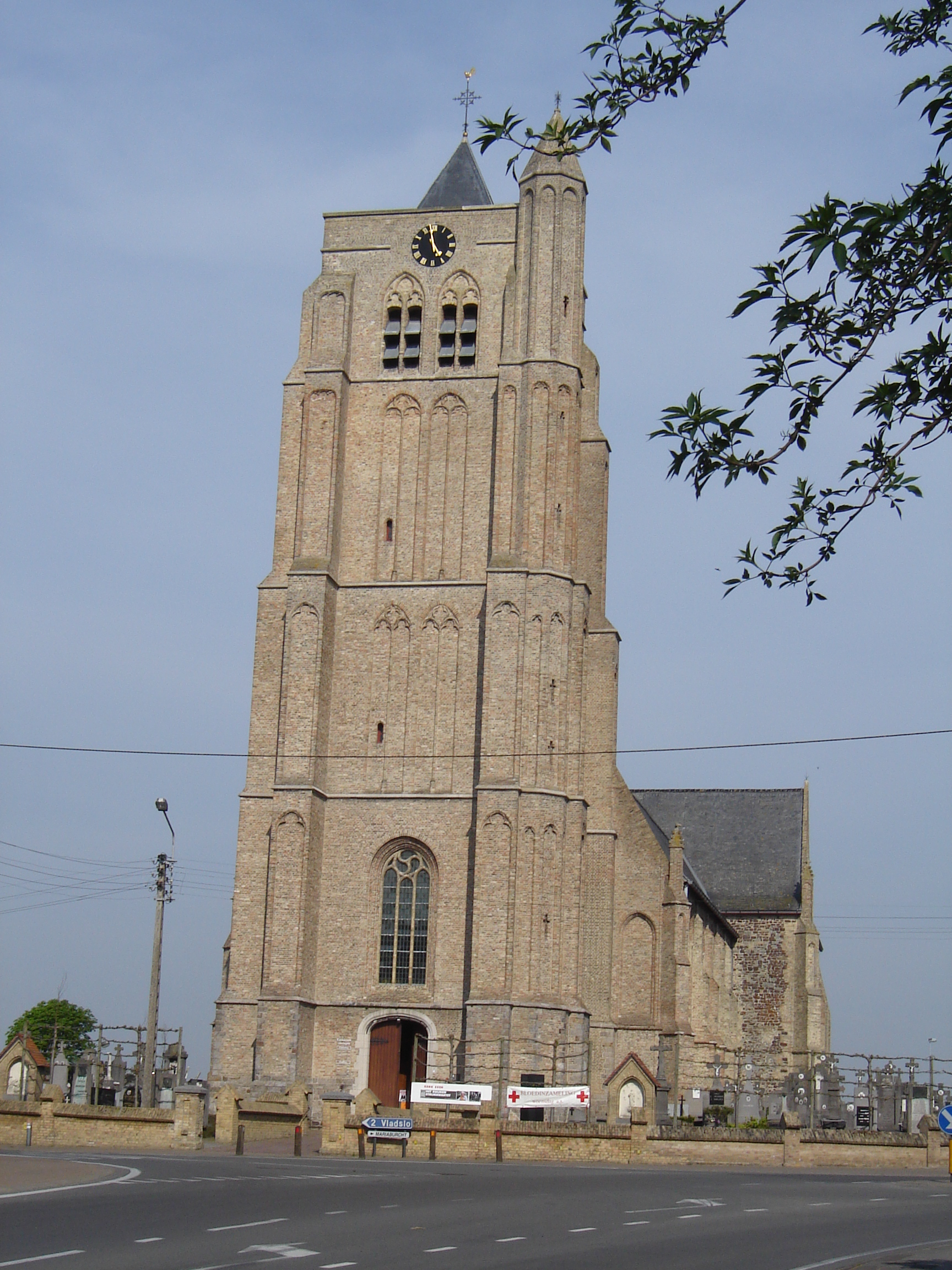
Igreja de São Pedro, em Esen, de estilo gótico flamejante